# Sølyst Teglværk
 For alternative betydninger, se Sølyst. (Se også artikler, som begynder med Sølyst)
55°56′14.43″N 12°31′2.52″Ø / 55.9373417°N 12.5173667°Ø
Sølyst Teglværk var et af to store teglværker i Nivå i Nordsjælland. Det blev oprettet i 1856 ved, at der blev solgt et stykke jord fra Nivågård og et stykke jord fra Niverød Teglværk. Allerede i 1860/61 blev Fritz Hansen Friedrichsen forvalter på Sølyst, og i 1866 overtog han teglværket som ejer.
Fritz Hansen Friedrichsens far Johan Peter Friedrichsen (født 1802) var brændemester ved Rennberg Teglværk ved Egernsund. Ejerens søn tog til Nordsjælland i 1846 for at starte virksomhed. Han anlagde teglværket Klostermosegård ved Helsingør og ville i kontakt med folk, der kendte til teglværksarbejde, og sendte bud efter Fritz, der som 16-årig i 1848 tog til Klostermosegård, dog med den betingelse, at han kunne få lov at stå til søs, hvis han efter et år, var blevet træt af det. Han blev dog, og som voksen blev han ansat som forvalter. I 1858 blev han gift med Guntha Marie og i 1861 flyttede parret til Sølyst. I 1870 blev deres søn, den senere teglværksejer Heinrich Nicolai Friedrichsen, født.
I sommeren 1866 kom der for alvor gang i handelen med det københavnske marked. Der blev f.eks. leveret sten til J.D. Herholdts byggeri af Nationalbanken (nedrevet 1964).
Det gjaldt om at få billig arbejdskraft, så der blev ansat sæsonarbejdere fra Lippe-Detmold i Tyskland. Men i kølvandet på krigen i 1864 kom det til uroligheder, hvor ca. 300 mand fra egnen forsøgte at fordrive tyskerne. Efter 1870 kom der ikke flere tyskere, da den tyske teglværksindustri selv havde brug for folkene. Til gengæld kom de nu fra Sverige. Og også børn arbejdede hårdt. I 1873 vedtog Rigsdagen den såkaldte fabrikslov, der forbød benyttelse af børn under 10 år, og udstak retningslinjer for 10–18-årige mht. hvor lang tid, de måtte arbejde.
Fritz Hansen Friedrichsen ville ikke følge loven, og det gjorde han ved at nægte at kalde teglværket en fabrik. Han holdt stædigt på at arbejdet var friluftsarbejde, og forsvarede sig med, at man var afhængig af vejret, så når vejret var godt, kunne det ikke nytte noget, at det måtte ligge stille, fordi de unge ikke måtte arbejde længere. I 1885 fik han, efter flere retsmøder en bøde på 90 kr. Derefter overtrådte han ikke længere den nye lov.
I 1873 blev der opført en langovn, som var en videreudviklet model af en ringovn.
I 1885 startede man så opførelsen af direktørboligen Sølyst i en rundbuestil, der er karakteristisk for historicismen. Arkitekten var Ferdinand Vilhelm Jensen, og forbillederne var især hentet i den italienske renæssance. I 1890 blev Fritz Hansen Friedrichsen ramt af en blodprop, og 10 timer efter var han død, 55 år gammel. Enken Guntha Marie førte teglværket videre med stigende hjælp fra sønnerne, og hvor der tidligere havde været problemer med at overholde fabriksloven, kom alt nu i mønstergyldig orden. I 1896 overtog den 25-årige Heinrich Nicolai Friedrichsen teglværket. I 1898 giftede han sig med den 22-årige Gudrun Nielsen, der som 16-årig var kommet til Sølyst for at lære husholdning.
I 1899 fik de datteren Ebba, i 1900 datteren Vera, i 1905 Aase, og i 1912 Eva. Der blev ført stort hus, men ikke store selskaber, hellere nogle få gode venner. Også Heinrich Friedrichsen døde tidligt. Han blev 59 år, og havde i godt et år været meget syg. Derfor afhændede han få måneder før sin død teglværket til Faxe Kalkbrud. Som inspektør på værket blev der ansat en nevø, Fritz Peter Friedrichsen. Gudrun Friedrichsen havde et par år boet i København, men flyttede tilbage til Sølyst, hvor hun blev boende til sin død i 1975. Hun blev næsten 100 år gammel.
Året efter blev hovedbygningen revet ned og dens store grund udstykket til parcelhusbebyggelse, Sølystparken. Sølyst Avlsgaard som også var tilknyttet teglværket, blev ligeledes revet ned og grunden udstykket til parcelhusbebyggelse, Sølyst Allé og Ternevej. Teglværket stoppede produktionen i 1982, men kun tørreladerne blev imidlertid revet ned. I endnu næsten 30 år stod fabriksbygningerne i rundbuestil samt to skorstene fra Sølyst, men i 2009 blev også de revet ned. På grunden opføres pt. en bebyggelse med ejerlejligheder, Sølyst Strandpark. I dag eksisterer kun den ene storsten samt et dobbelthus med funktionærboliger fra 1893, der er i stærkt forfald.